# John Ball (cầu thủ bóng đá, sinh 1900)
John Ball (29 tháng 9 năm 1900 – 1989) là một cầu thủ bóng đá người Anh thi đấu ở vị trí tiền đạo hộ công cánh trái.

## Sự nghiệp
Sinh ra ở Stockport, Ball thi đấu chuyên nghiệp cho Bury và có 1 lần ra sân cho đội tuyển Anh, năm 1927.